# Daichi Akiyama
Daichi Akiyama (jap. 秋山 大地 Akiyama Daichi; ur. 28 lipca 1994 w prefekturze Osaka) – japoński piłkarz występujący na pozycji pomocnika.

## Kariera piłkarska
Od 2013 roku występował w Cerezo Osaka i Ehime FC.